# 長倉春生
長倉 春生（ながくら はるお、1946年 - ）は、静岡県出身の元野球選手（捕手）・監督。

## 経歴
進学校・静岡高校では2年次の1963年、捕手として設楽伊豆彦（立大）とバッテリーを組み、夏の選手権に出場したが、2回戦で銚子商に敗退。3年次の1964年には夏の甲子園県予選で1年下の佐藤竹秀とバッテリーを組むが、準決勝で清水工に敗れる。1年下のチームメイトには佐藤の他に服部敏和・小田義人がいるが、小田とは大学、社会人でも同じチームとなった。
高校卒業後は1965年に早稲田大学へ進学し、東京六大学野球リーグでは在学中に3度の優勝を経験。高校時代に記録した通算3割以上の打力は早稲田でも発揮され、2年次の1966年春季リーグが打率.356、秋季リーグが打率.314、3年次の1967年秋季リーグが打率.326と3度も打撃10傑に連なる。正捕手として八木沢荘六・三輪田勝利らとバッテリーを組み、1966年の秋季リーグ優勝に貢献し、ベストナインに選出された。その後は阿野鉱二の台頭で正捕手の座を譲り、4年次の1968年には外野手に回ったが、主将を務めて秋季リーグの優勝に貢献。大学同期には小川邦和、蓑輪努がいた。
大学卒業後は1969年に大昭和製紙へ入社。同年の都市対抗では三輪田、森永悦弘（日本楽器から補強）とバッテリーを組み準決勝に進むが、富士重工業の石幡信弘に抑えられ完封を喫する。1970年の都市対抗では、山根政明が先発、大学後輩の安田猛がリリーフで好投し決勝まで勝ち進む。決勝では再試合の末に三菱重工神戸を降し優勝を飾り、同大会の優秀選手に選出される。他のチームメイトには小田、小松健二がいた。安田は予選ではよく打たれたため、長倉は本大会前に「遅い球を覚えろ」とアドバイスし、60kmくらいのスローボールを練習した。1971年の産業対抗でも決勝で電電北海道を降し優勝。1973年からは選手兼任監督に就任し、1977年退社。
退社後は伊豆市でスポーツ用品店を経営しながら少年野球の指導にあたり、SBSラジオで高校野球解説者を務める。